# Проба Ширмера

Проба Ширмера

Проба Ширмера позволяет определить уровень продукции слезной жидкости глазом для поддержания его влажности. Проба проводится у людей с синдромом Шегрена и кератоконъюнктивите. Это полностью безопасный тест.
Название пробы дано в честь Отто Ширмера (1864—1918), немецкого офтальмолога.

## Ход пробы
Используются полоски фильтровальной бумаги размером в среднем 5 × 50 мм, которые закладываются в конъюнктивальный мешок нижнего века на несколько минут. Пробу проводят одновременно с обоими глазами. После размещения бумажных полосок пациента просят закрыть глаза на 5 минут, после чего полоски извлекаются и оценивается их степень увлажнения путём измерения длины смоченного слезой участка. Иногда перед процедурой используется местный анестетик, чтобы предотвратить слезотечение вследствие раздражения конъюнктивы бумагой. Применение анестетика гарантирует, что пробой будет оцениваться только базальный уровень секреции слезной жидкости.
У молодых людей в норме смачивается 15 мм обеих полосок. Так как с возрастом продукция слёз уменьшается, то у трети здоровых пожилых людей бумага пропитывается только на 10 мм за 5 минут. У больных синдромом Шегрена намокание составляет менее 5 мм за 5 минут.
Оценка результатов пробы Ширмера:
1. Норма: ≥15 мм (у людей старше 60 лет ≥10 мм)[2].
2. Лёгкая степень угнетения слезообразования: 9-14 мм.
3. Средняя степень угнетения слезообразования: 4-8 мм.
4. Тяжёлая степень угнетения слезообразования: <4 мм.

## Сухость глаз
Синдром сухих глаз может возникнуть в следующих случаях:
- У пожилых людей
- Обезвоживание
- Глазная инфекция, например, конъюнктивит
- Дефицит витамина A
- Синдром Шегрена
- Бельмо глаза
- Вторичный — при лимфоме, лейкемии, ревматоидном артрите
- Как временное или постоянное осложнение лазерной коррекции зрения